# Kang Song-san
Kang Song-san (Hamgyong-pukto, 3 maart 1931 – 2007) geldt als een van de machtigste personen van Noord-Korea. Kang Song-san is de neef van Kim Il-sung, de voormalige president en dictator van Noord-Korea.
Kang Song-san werd eind jaren zestig eerste secretaris van de Koreaanse Arbeiderspartij (CND) van Chagang. In 1970 kwam zijn naam voor het eerst voor op lijst van leden van het Centraal Comité van de CND. Omstreeks 1970 werd hij kandidaat-lid van het Politbureau. Van 1977 tot 1984 was hij vicepremier. Rond 1980 werd hij volwaardig (stemhebbend) lid van het Politbureau. In 1984 volgde hij Li Jong-ok op als premier. In 1986 werd hij echter al vervangen.
In 1992 werd hij voor de tweede maal premier. Kang Song-san was een voorstander van een voorzichtige opening van het geïsoleerde land. Hierin werd hij tegengewerkt door conservatieve leden van de CND en de regering. In 1993 was hij de stuwende kracht achter de heropening van de gesprekken met Zuid-Korea over hereniging. De laatste twee jaar van zijn premierschap leed Kang Song-san aan een zwakke gezondheid. In 1997 trad hij vanwege zijn gezondheidsproblemen af.
Waarschijnlijk is of was Kang Song-san ook lid van het Permanente Comité van het Politbureau van de CND.
Kang Song-san geldt als een aanhanger van Hwang Jang-yop, een gematigd lid van het Politbureau en adviseur van Kim Jong-il, de Noord-Koreaanse leider. Nadat Jang-yop in 1997 naar China vluchtte is de macht van Kang Song-san afgenomen. 
Kang Song-san overleed in 2007.